# ناجورخامگی
هترواستیلی (به انگلیسی:Heterostyly)یا «ناجور خامِگی» به شکلی از قرار گیری اندام جنسی، در دسته‌ای از گلهای دوجنسی یا هرمافرودیت گفته می‌شود که دارای خامه و پرچم ناهم‌اندازه از دید بلندی می‌باشند. این رخداد در گیاهان خودگرده‌افشان بیشتر مشاهده می‌شود و باعث اخلال در گرده‌افشانی شده و حالتی از خودناسازگاری را موجب می‌شود.

## انواع هترواستیلی

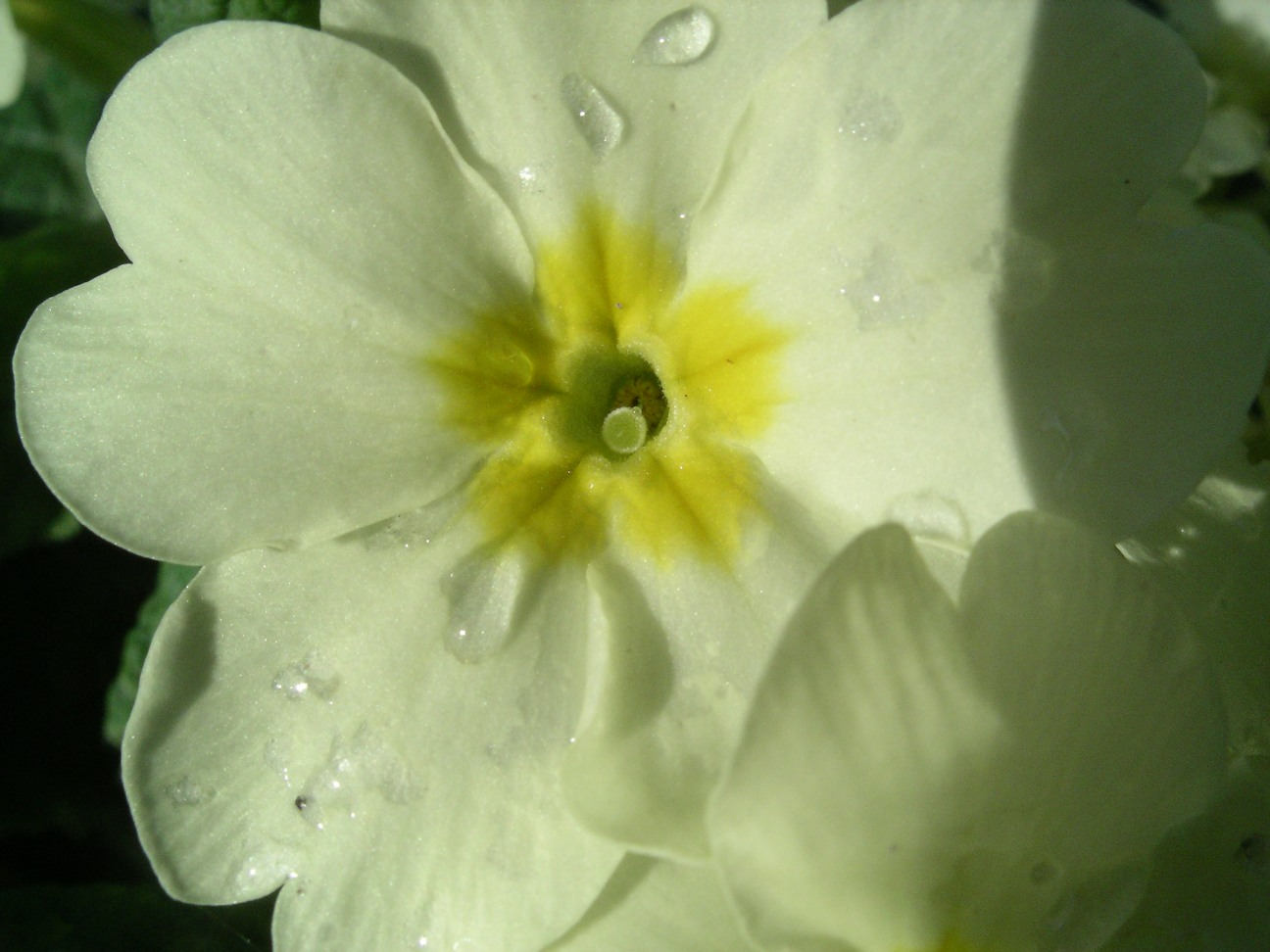
Pin flower

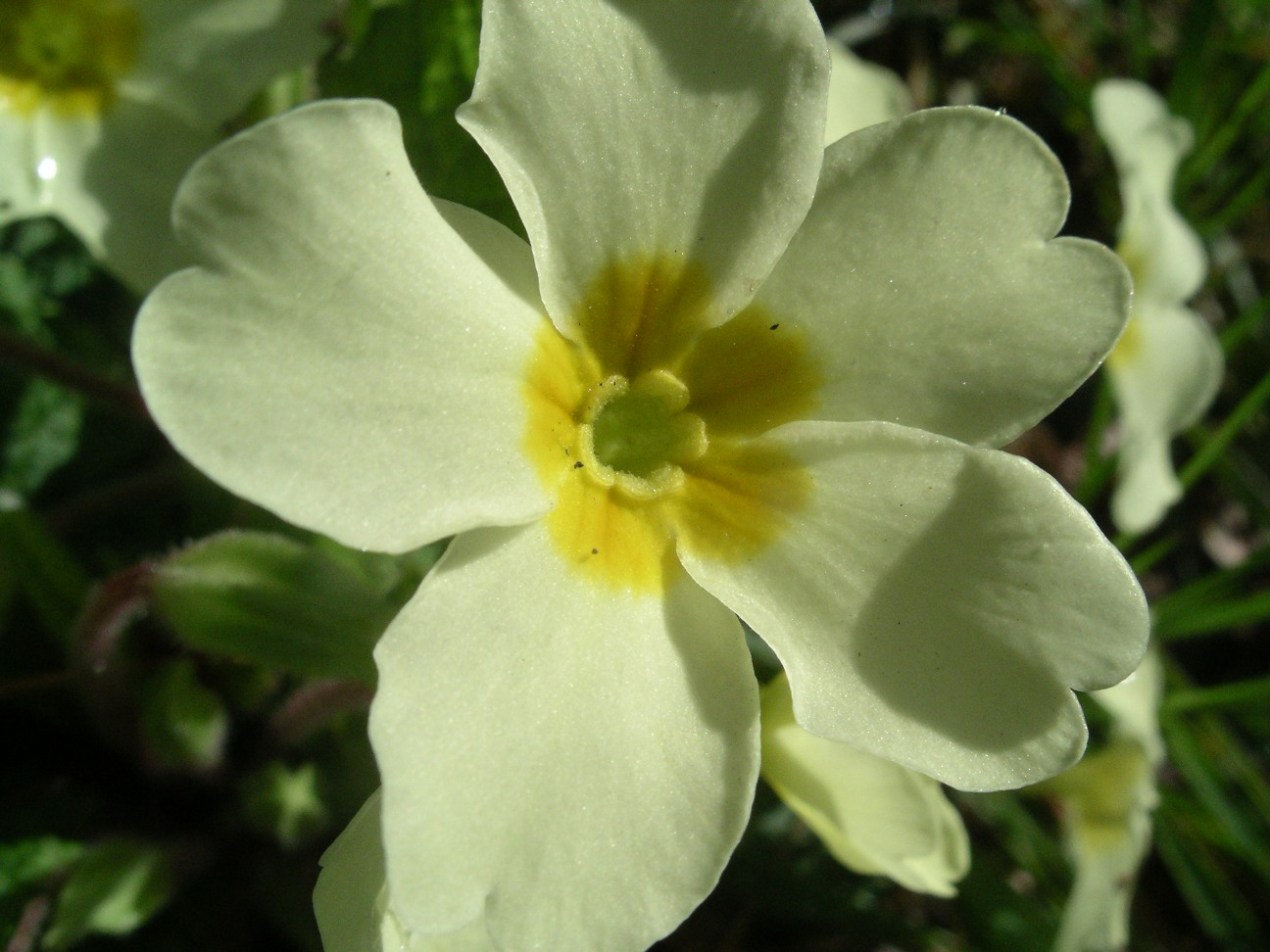
Thrum flower

دو دسته از هترواستیلی در گیاهان وجود دارد:
- دسته یکم آن گیاهانی هستند که دو شکل از هترواستیلی در آنها دیده می‌شود که به آنها Distylous یا دو شکلی گفته می‌شود.

در گیاهان دوشکلی یا Disylous، دو شکلی که دیده می‌شوند شامل:

۱.Pin: به شکلی گفته می‌شود که کلاله بالاتر از پرچم باشد.

۲.Thrum: به شکلی گفته می‌شود که پرچم بالاتر از کلاله باشد.

نمونه این شکل از هترواستیلی (دوشکلی) در پامچال (در شکل روبه‌رو) و گیاهان دیگر از گونه پامچالیان، کتان و گندم سیاه قابل دیدن است.
- دسته دوم آن گیاهانی هستند که سه شکل از هترواستیلی در آنها مشاهده می‌شود که به آنها Tristylous یا سه شکلی گفته می‌شود. در این دسته، سه شکل دیده می‌شود که در هر سه ،پرچم دارای دو بلندی و کلاله یک شکل از بلندی را دارد.

در گیاهان سه شکلی یا Trisylous، سه شکلی که دیده می‌شوند شامل:

۱.کلاله کوتاه ولی پرچم بلند یا میانه است.

۲.کلاله میانه اولی پرچم بلند یا کوتاه است.

۳.کلاله بلند ولی پرچم کوتاه یا میانه است.

این شکل نیز در گیاهان تیره خون فامیان دیده می‌شود.